# Pinon (Arizona)
Pinon est une census-designated place du comté de Navajo, dans l'État de l'Arizona, aux États-Unis. En 2020, elle compte une population de 1 084 habitants.